# Plácido Rodríguez
Plácido Rodriguez (Celaya, 11 ottobre 1940) è un vescovo cattolico messicano naturalizzato statunitense, dal 27 settembre 2016 vescovo emerito di Lubbock.

## Biografia
Monsignor Plácido Rodríguez è nato a Celaya l'11 ottobre 1940 ed è l'undicesimo dei quattordici figli di Eutimio e María Concepción. Nel 1953 la sua famiglia si è trasferita a Chicago.

### Formazione e ministero sacerdotale
L'8 settembre 1960 ha emesso la professione solenne come membro della congregazione dei Missionari figli del Cuore Immacolato di Maria.
Il 23 maggio 1968 è stato ordinato presbitero da monsignor Thomas Joseph Grady, vescovo ausiliare di Chicago.

### Ministero episcopale
Il 18 ottobre 1983 papa Giovanni Paolo II lo ha nominato vescovo ausiliare di Chicago e titolare di Fuerteventura. Ha ricevuto l'ordinazione episcopale il 13 dicembre successivo nella cattedrale del Santo Nome a Chicago dal cardinale Joseph Louis Bernardin, arcivescovo metropolita di Chicago, co-consacranti i vescovi ausiliari Alfred Leo Abramowicz e Nevin William Hayes.
Il 5 aprile 1994 papa Giovanni Paolo II lo ha nominato vescovo di Lubbock. Ha preso possesso della diocesi il 1º giugno successivo.
Dal 2000 al 2010 in diocesi si è registrato un aumento del numero di persone che si classificano come cattolici da 80 742 a 136 894, pari al 69,5 %. Il nuovo totale rappresenta il 27,6 % della popolazione totale di 494 458 abitanti delle 25 contee che compongono la diocesi.
Ha eretto due nuove comunità parrocchiali cattoliche a Lubbock: la parrocchia dello Spirito Santo sulla 98ª strada e Frankford Avenue nel settembre del 1998 e la parrocchia di San Giovanni Battista sulla 98ª strada e Indiana Avenue nell'agosto del 2015.
Ha promosso l'ampliamento della cattedrale di Cristo Re e delle chiese dello Spirito Santo, di Nostra Signora delle Grazie, di Nostra Signora di Guadalupe, dell'Università Santa Elisabetta a Lubbock e di San Michele a Levelland.
Nel 1994 ha dato inizio al programma di formazione del ministero ecclesiale laicale, un programma che continua ancora oggi.
Nel 1995 ha formato un gruppo per le vocazioni diocesane che dal 2011 è guidato da un sacerdote incaricato a tempo pieno. La conseguenza maggiore è stata un aumento delle vocazioni al sacerdozio e alla vita religiosa all'interno della diocesi.
Ha acquistato l'ospedale metodista di Lubbock da parte del sistema sanitario di Saint Joseph. La nuova entità successiva è stata denominata Covenant Health System.
Ha istituito una nuova assemblea del quarto grado dei Cavalieri di Colombo che ha generato un aumento degli iscritti al gruppo del 200%.
Ha ordinato 22 diaconi permanenti nel 1996, 19 nel 2005 e 33 nel 2013. Nel 2014 un nuovo gruppo di uomini ha iniziato un periodo di formazione di cinque anni.
Ha inviato diversi ordini religiosi a svolgere servizio in diocesi: tra essi vi sono le missionarie del tavolo del Signore, i dominicani e le suore della Santa Croce. Le suore missionarie di San Francesco hanno trasferito la loro casa madre da Amarillo e nel 2001 hanno costruito il convento di Nostra Signora degli Angeli a Wolfforth.
L'Ordine dei frati predicatori è entrato in diocesi per assumere la cura pastorale della parrocchia dell'Università di Santa Elisabetta e la cappellania per il crescente ministero del campus. Ha annunciato della costruzione di un centro studentesco cattolico da 5 milioni di dollari.
Nel 2008, in occasione del 25º anniversario dell'erezione della diocesi, ha avviato una colletta intitolata "L'amore di Cristo ci spinge" che ha permesso di raccogliere 10 milioni di dollari. Questo ha reso possibile la realizzazione di molti progetti. Tra essi vi sono una grande espansione delle scuole e la costruzione del Family Activity Centre e dell'Early Childhood Development Center presso la cattedrale di Cristo Re.
Presso la curia vescovile ha eretto l'ufficio per il matrimonio e la vita familiare nel 1997 e l'ufficio per il culto nel 2001.
Nel 2002 ha riaperto la Christ the King Cathedral High School.
Ha promosso l'organizzazione di due mostre di tesori d'arte vaticani: una sugli affreschi medievali nel 2002 e una su papa Giovanni Paolo II nel 2014.
Nel 2004 ha aggiunto il movimento per ritiri spirituali ACTS al già fiorente movimento dei Cursillos de Cristiandad.
Nel 1997 si è concentrato sulla nuova evangelizzazione attraverso la nomina di un direttore per l'evangelizzazione, utilizzando i programmi di RENEW International per formare piccole comunità cristiane in tutte le parrocchie, e ampliando la missione dell'ufficio per la formazione cristiana che nel 2013 ha rinominato in ufficio per l'evangelizzazione e la catechesi.
Ha creato un consiglio diocesano per le comunicazioni e un piano per le comunicazioni pastorali che includesse radio, web e social media. La KVIO 102.9 FM, la radio cattolica Nostra Signora della Vittoria, ha iniziato a trasmettere nel dicembre del 2014.
Ha gestito la crescita della Fondazione cattolica della diocesi di Lubbock, incorporata separatamente, portandola a gestire 3 milioni di dollari di beni che forniscono oltre 125 000 dollari in sovvenzioni annuali alla diocesi, alle sue parrocchie, alle scuole e alle organizzazioni cattoliche.
Ha ospitato numerose conferenze ed eventi cattolici a Lubbock, tra cui la Junior Catholic Daughters State Convention, la conferenza per l'amministrazione della regione ecclesiastica X, la settimana di studio della conferenza liturgica sudoccidentale, il 20º congresso eucaristico giubilare, l'annuale conferenza diocesana di catechesi e ministeri, l'annuale conferenza Footsteps in Faith Bible e importanti eventi liturgici come la messa del millennio nel maggio del 1999, la messa per il 25º anniversario dell'erezione della diocesi nel 2008, l'annuale messa rossa per gli operatori dell'ambito giudiziario e legale dal 2001 e la messa bianca annuale per gli operatori sanitari dal 2004.
Nel marzo del 2012 ha compiuto la visita ad limina.
Il 27 settembre 2016 papa Francesco ha accettato la sua rinuncia al governo pastorale della diocesi per raggiunti limiti di età. Dopo l'ordinazione del suo successore è ritornato a Chicago, per impegnarsi attivamente nella promozione delle vocazioni per la sua congregazione religiosa.

## Genealogia episcopale
La genealogia episcopale è:
- Cardinale Scipione Rebiba
- Cardinale Giulio Antonio Santori
- Cardinale Girolamo Bernerio, O.P.
- Arcivescovo Galeazzo Sanvitale
- Cardinale Ludovico Ludovisi
- Cardinale Luigi Caetani
- Cardinale Ulderico Carpegna
- Cardinale Paluzzo Paluzzi Altieri degli Albertoni
- Papa Benedetto XIII
- Papa Benedetto XIV
- Papa Clemente XIII
- Cardinale Marcantonio Colonna
- Cardinale Giacinto Sigismondo Gerdil, B.
- Cardinale Giulio Maria della Somaglia
- Cardinale Carlo Odescalchi, S.I.
- Cardinale Costantino Patrizi Naro
- Cardinale Lucido Maria Parocchi
- Papa Pio X
- Cardinale Gaetano De Lai
- Cardinale Raffaele Carlo Rossi, O.C.D.
- Arcivescovo Amleto Giovanni Cicognani
- Arcivescovo Paul John Hallinan
- Cardinale Joseph Louis Bernardin
- Vescovo Plácido Rodriguez, C.M.F.